# Программа по разработке биологического оружия в США
Программа по разработке биологического оружия в США — была официально начата весной 1943 года по приказу президента Рузвельта. Программа была засекречена, позднее стало известно, что в ходе этой программы проводились испытания как в лабораторных, так и в полевых условиях.
В 1969 году по приказанию президента Никсона были прекращены все наступательные (то есть не оборонительные) проекты по исследованию биологического оружия. В 1975 году США ратифицировали Женевский протокол и Конвенцию о биологическом оружии.

## История
Первые исследования биологического оружия начались в США в период Первой мировой войны. Единственным биологическим оружием, имевшемся на тот момент в США, был рицин. Эти исследования так и не были доведены до конца вплоть до окончания войны.
В период между Первой и Второй мировыми войнами США не занимались ни разработкой, ни исследованием биологического оружия.
В ноябре 1942 года президент Рузвельт официально разрешил программу по созданию биологического оружия.

## Бюджет
В период с 1943 года до окончания Второй мировой войны США затратили на исследование и разработку биологического оружия около 400 миллионов долларов. В 1966 году бюджет программы составил 38 миллионов. После прекращения программы в 1969 году, был опубликован первый обзор работы программы начиная с 1954 года. Согласно этому обзору, бюджет программы начиная с 1961 года непрерывно рос, и на момент окончания программы в 1969 году ежегодно составлял 300 миллионов долларов в год.

## Женевский протокол
Женевский протокол — международное соглашение о запрещении использования химического или биологического оружия во время войны, не был подписан США на момент начала программы. 8 июня 1943 года Рузвельт принял в отношении использования биологического оружия политику неприменения первым. Тем не менее Сенат США так и не ратифицировал Женевский протокол.
В 1969 году Никсон заявил, что он намерен попытаться внести проект о ратификации Женевского протокола в Сенат США. В 1975 году Сенат США всё же ратифицировал Женевский протокол.

## Биолаборатории США на Украине
С 2009 года в прессе появляется дезинформация о наличии на Украине военных биолабораторий США. Называется различное их число (11, 13, 14, 15 или 16), в некоторых публикациях указывается список городов, в которых они действуют (Киев, Одесса, Херсон, Винница, Львов, Харьков), утверждается о неподконтрольности лабораторий Украине, о нарушении Конвенции о запрете биологического оружия 1972 года, а также о вспышках различных опасных заболеваний, причем даты вспышек, их места и названия болезней в разных публикациях отличаются.
На Украине действительно действовал ряд лабораторий, аналогичных американским Центрам по контролю и профилактике заболеваний, в которых находятся образцы возбудителей особо опасных инфекций для предотвращения вспышек инфекционных заболеваний и разработки вакцин, а не биологического оружия. При участии Агентства по сокращению военной угрозы (DTRA) Минобороны США в период с 2005 года был модернизирован ряд лабораторий, действовавших в Одесской, Харьковской, Львовской, Киевской, Винницкой, Херсонской, Днепропетровской областях.